# Menétru-le-Vignoble
Menétru-le-Vignoble är en kommun i departementet Jura i regionen Bourgogne-Franche-Comté i östra Frankrike. Kommunen ligger i kantonen Voiteur som tillhör arrondissementet Lons-le-Saunier. År 2022 hade Menétru-le-Vignoble 164 invånare.

## Befolkningsutveckling
Antalet invånare i kommunen Menétru-le-Vignoble
Referens:INSEE